# Temporada 1997-98 de los Chicago Bulls
La temporada 1997-98 fue la trigesimosegunda de los Chicago Bulls en la NBA. La temporada regular acabaron con 62 victorias y 20 derrotas, ocupando la primera posición de la Conferencia Este, clasificándose para los playoffs, en los que se proclamaron campeones por sexta vez en su historia, derrotando en las Finales de la NBA a los Utah Jazz por segundo año consecutivo.
Esta fue la última temporada de Michael Jordan como Bull, ya que anunció su segundo retiro al término de la misma. Sin embargo, hizo un segundo regreso con los Washington Wizards en 2001. Después de la temporada, Phil Jackson renunció como entrenador después de nueve temporadas en el equipo, mientras que Scottie Pippen fue traspasado a los Houston Rockets, Dennis Rodman se fue a Los Angeles Lakers como agente libre, Luc Longley fue traspasado a los Phoenix Suns, Steve Kerr fue traspasado a los San Antonio Spurs, y Scott Burrell firmó con los New Jersey Nets, Jud Buechler firmó con los Detroit Pistons, y Joe Kleine volvió a firmar con los Suns, su antiguo equipo.
Debido a este desmantelamiento del equipo, esta fue la última temporada para la dinastía de los Bulls que había encabezado la NBA durante la década de 1990. Lo que siguió fue un largo proceso de reconstrucción entre 1998 y 2004, y los Bulls no regresaron a la postemporada hasta 2005. La historia de esta temporada fue capturada en The Last Dance de ESPN, que se emitió en abril de 2020.

## Elecciones en elDraft
| Ronda | Puesto | Jugador        | Posición | Nacionalidad   | Universidad/Club      |
| ----- | ------ | -------------- | -------- | -------------- | --------------------- |
| 1     | 28     | Keith Booth    | Alero    | Estados Unidos | Maryland              |
| 2     | 58     | Roberto Dueñas | Pívot    | España         | FC Barcelona (España) |

## Temporada regular
| División Central      | División Central | División Central | División Central | División Central | División Central | División Central | División Central | División Central |
| Equipo                | G                | P                | %                | PD               | Casa             | Fuera            | Div              |                  |
| --------------------- | ---------------- | ---------------- | ---------------- | ---------------- | ---------------- | ---------------- | ---------------- | ---------------- |
| y-Chicago Bulls       | 62               | 20               | .756             | –                | 37–4             | 25–16            | 21–7             |                  |
| x-Indiana Pacers      | 58               | 24               | .707             | 4                | 32–9             | 26–15            | 19–9             |                  |
| x-Charlotte Hornets   | 51               | 31               | .622             | 11               | 32–9             | 19–22            | 16–12            |                  |
| x-Atlanta Hawks       | 50               | 32               | .610             | 12               | 29–12            | 21–20            | 19–9             |                  |
| x-Cleveland Cavaliers | 47               | 35               | .573             | 15               | 27–14            | 20–21            | 14–14            |                  |
| Detroit Pistons       | 37               | 45               | .451             | 25               | 25–16            | 12–29            | 12–16            |                  |
| Milwaukee Bucks       | 36               | 46               | .439             | 26               | 21–20            | 15–26            | 9–19             |                  |
| Toronto Raptors       | 16               | 66               | .195             | 46               | 9–32             | 7–34             | 2–26             |                  |

## Playoffs

### Primera ronda
Chicago Bulls  vs. New Jersey Nets
| Fecha       | Partido                                | Ciudad          |
| ----------- | -------------------------------------- | --------------- |
| 24 de abril | Chicago Bulls 96, New Jersey Nets 83   | Chicago         |
| 26 de abril | Chicago Bulls 91, New Jersey Nets 96   | Chicago         |
| 29 de abril | New Jersey Nets 101, Chicago Bulls 116 | East Rutherford |
|             | Chicago Bulls gana las series 3-0      |                 |

### Semifinales de Conferencia
Chicago Bulls  vs. Charlotte Hornets
| Fecha      | Partido                                 | Ciudad    |
| ---------- | --------------------------------------- | --------- |
| 3 de mayo  | Chicago Bulls 83, Charlotte Hornets 70  | Chicago   |
| 6 de mayo  | Chicago Bulls 76, Charlotte Hornets 78  | Chicago   |
| 8 de mayo  | Charlotte Hornets 89, Chicago Bulls 103 | Charlotte |
| 10 de mayo | Charlotte Hornets 80, Chicago Bulls 94  | Charlotte |
| 13 de mayo | Chicago Bulls 93, Charlotte Hornets 84  | Chicago   |
|            | Chicago Bulls gana las series 4-1       |           |

### Finales de conferencia
Chicago Bulls  vs. Indiana Pacers
| Fecha      | Partido                               | Ciudad       |
| ---------- | ------------------------------------- | ------------ |
| 17 de mayo | Chicago Bulls 85, Indiana Pacers 79   | Chicago      |
| 19 de mayo | Chicago Bulls 104, Indiana Pacers 98  | Chicago      |
| 23 de mayo | Indiana Pacers 107, Chicago Bulls 105 | Indianapolis |
| 25 de mayo | Indiana Pacers 96, Chicago Bulls 94   | Indianapolis |
| 27 de mayo | Chicago Bulls 106, Indiana Pacers 87  | Chicago      |
| 29 de mayo | Indiana Pacers 92, Chicago Bulls 89   | Indianapolis |
| 31 de mayo | Chicago Bulls 88, Indiana Pacers 83   | Chicago      |
|            | Chicago Bulls gana las series 4-3     |              |

### Finales de la NBA
Utah Jazz vs. Chicago Bulls
| Fecha       | Partido                            | Ciudad         |
| ----------- | ---------------------------------- | -------------- |
| 3 de junio  | Utah Jazz 88, Chicago Bulls 85     | Salt Lake City |
| 5 de junio  | Utah Jazz 88,Chicago Bulls 93      | Salt Lake City |
| 7 de junio  | Chicago Bulls 96, Utah Jazz 54     | Chicago        |
| 10 de junio | Chicago Bulls 86, Utah Jazz 82     | Chicago        |
| 12 de junio | Chicago Bulls 81, Utah Jazz 83     | Chicago        |
| 14 de junio | Utah Jazz 86, Chicago Bulls 87     | Salt Lake City |
|             | Chicago Bulls gana las finales 4-2 |                |

## Estadísticas

### Temporada regular
| Rk | Jugador         | Edad | Pos. | P  | PT | MP   | TC   | TCI  | %TC   | T3  | T3I | %T3  | TL  | TLI | %TL   | RO  | RD  | RT   | AS  | RB  | TAP | BP  | FP  | PTS  |
| -- | --------------- | ---- | ---- | -- | -- | ---- | ---- | ---- | ----- | --- | --- | ---- | --- | --- | ----- | --- | --- | ---- | --- | --- | --- | --- | --- | ---- |
| 1  | Michael Jordan  | 34   | SG   | 82 | 82 | 38.8 | 10.7 | 23.1 | .465  | 0.4 | 1.5 | .238 | 6.9 | 8.8 | .784  | 1.6 | 4.2 | 5.8  | 3.5 | 1.7 | 0.5 | 2.3 | 1.8 | 28.7 |
| 2  | Scottie Pippen  | 32   | SF   | 44 | 44 | 37.5 | 7.2  | 16.0 | .447  | 1.4 | 4.4 | .318 | 3.4 | 4.4 | .777  | 1.2 | 4.0 | 5.2  | 5.8 | 1.8 | 1.0 | 2.5 | 2.6 | 19.1 |
| 3  | Dennis Rodman   | 36   | PF   | 80 | 66 | 35.7 | 1.9  | 4.5  | .431  | 0.1 | 0.3 | .174 | 0.8 | 1.4 | .550  | 5.3 | 9.8 | 15.0 | 2.9 | 0.6 | 0.2 | 1.8 | 3.0 | 4.7  |
| 4  | Toni Kukoč      | 29   | SF   | 74 | 52 | 30.2 | 5.2  | 11.4 | .455  | 0.9 | 2.4 | .362 | 2.1 | 3.0 | .708  | 1.6 | 2.8 | 4.4  | 4.2 | 1.0 | 0.5 | 2.1 | 2.0 | 13.3 |
| 5  | Luc Longley     | 29   | C    | 58 | 58 | 29.4 | 4.8  | 10.5 | .455  | 0.0 | 0.0 |      | 1.9 | 2.6 | .736  | 1.9 | 3.9 | 5.9  | 2.8 | 0.6 | 1.1 | 2.2 | 3.6 | 11.4 |
| 6  | Ron Harper      | 34   | PG   | 82 | 82 | 27.9 | 3.6  | 8.1  | .441  | 0.2 | 1.0 | .190 | 2.0 | 2.6 | .750  | 1.3 | 2.2 | 3.5  | 2.9 | 1.3 | 0.6 | 1.1 | 2.2 | 9.3  |
| 7  | Steve Kerr      | 32   | PG   | 50 | 0  | 22.4 | 2.7  | 6.0  | .454  | 1.1 | 2.6 | .438 | 0.9 | 1.0 | .918  | 0.3 | 1.3 | 1.5  | 1.9 | 0.5 | 0.1 | 0.5 | 1.4 | 7.5  |
| 8  | Randy Brown     | 29   | PG   | 71 | 6  | 16.2 | 1.6  | 4.3  | .384  | 0.0 | 0.1 | .000 | 0.8 | 1.1 | .718  | 0.5 | 0.8 | 1.3  | 2.1 | 1.0 | 0.2 | 0.9 | 1.7 | 4.1  |
| 9  | Jason Caffey    | 24   | PF   | 51 | 8  | 13.9 | 2.0  | 3.9  | .503  | 0.0 | 0.0 | .000 | 1.3 | 2.0 | .660  | 1.5 | 1.9 | 3.4  | 0.7 | 0.3 | 0.3 | 0.9 | 1.8 | 5.3  |
| 10 | Scott Burrell   | 27   | SF   | 80 | 3  | 13.7 | 2.0  | 4.7  | .424  | 0.6 | 1.8 | .354 | 0.6 | 0.8 | .734  | 1.0 | 1.5 | 2.5  | 0.8 | 0.8 | 0.5 | 0.6 | 1.6 | 5.2  |
| 11 | Dickey Simpkins | 25   | PF   | 21 | 0  | 11.3 | 1.2  | 2.0  | .634  | 0.0 | 0.0 | .000 | 1.2 | 2.1 | .591  | 0.4 | 1.1 | 1.5  | 0.8 | 0.2 | 0.1 | 0.6 | 1.7 | 3.7  |
| 12 | Rusty LaRue     | 24   | PG   | 14 | 0  | 10.0 | 1.4  | 3.5  | .408  | 0.3 | 1.1 | .250 | 0.4 | 0.6 | .625  | 0.1 | 0.5 | 0.6  | 0.4 | 0.2 | 0.1 | 0.4 | 0.9 | 3.5  |
| 13 | Bill Wennington | 34   | C    | 48 | 8  | 9.7  | 1.6  | 3.6  | .436  | 0.0 | 0.0 |      | 0.4 | 0.4 | .810  | 0.7 | 1.0 | 1.7  | 0.4 | 0.1 | 0.1 | 0.3 | 1.6 | 3.5  |
| 14 | Joe Kleine      | 36   | C    | 46 | 1  | 8.6  | 0.8  | 2.3  | .368  | 0.0 | 0.0 |      | 0.3 | 0.4 | .833  | 0.6 | 1.1 | 1.7  | 0.7 | 0.1 | 0.1 | 0.6 | 1.4 | 2.0  |
| 15 | Jud Buechler    | 29   | SF   | 74 | 0  | 8.2  | 1.1  | 2.4  | .483  | 0.3 | 0.9 | .385 | 0.0 | 0.1 | .500  | 0.3 | 0.7 | 1.0  | 0.7 | 0.3 | 0.2 | 0.3 | 0.6 | 2.7  |
| 16 | Keith Booth     | 23   | SF   | 6  | 0  | 2.8  | 0.3  | 1.0  | .333  | 0.0 | 0.2 | .000 | 1.0 | 1.0 | 1.000 | 0.3 | 0.3 | 0.7  | 0.2 | 0.0 | 0.0 | 0.5 | 0.5 | 1.7  |
| 17 | David Vaughn    | 24   | PF   | 3  | 0  | 2.0  | 0.3  | 0.3  | 1.000 | 0.0 | 0.0 |      | 0.7 | 1.3 | .500  | 0.0 | 0.3 | 0.3  | 0.0 | 0.0 | 0.0 | 0.0 | 0.3 | 1.3  |

### Playoffs
| Rk | Jugador         | Edad | Pos. | P  | PT | MP   | TC   | TCI  | %TC  | T3  | T3I | %T3  | TL  | TLI  | %TL  | RO  | RD  | RT   | AS  | RB  | TAP | BP  | FP  | PTS  |
| -- | --------------- | ---- | ---- | -- | -- | ---- | ---- | ---- | ---- | --- | --- | ---- | --- | ---- | ---- | --- | --- | ---- | --- | --- | --- | --- | --- | ---- |
| 1  | Michael Jordan  | 34   | SG   | 21 | 21 | 41.5 | 11.6 | 25.0 | .462 | 0.6 | 2.0 | .302 | 8.6 | 10.6 | .812 | 1.6 | 3.5 | 5.1  | 3.5 | 1.5 | 0.6 | 2.1 | 2.2 | 32.4 |
| 2  | Scottie Pippen  | 32   | SF   | 21 | 21 | 39.8 | 5.8  | 14.0 | .415 | 0.9 | 3.8 | .228 | 4.3 | 6.4  | .679 | 2.3 | 4.8 | 7.1  | 5.2 | 2.1 | 1.0 | 2.4 | 3.1 | 16.8 |
| 3  | Dennis Rodman   | 36   | PF   | 21 | 9  | 34.4 | 1.9  | 5.0  | .371 | 0.0 | 0.2 | .250 | 1.1 | 1.8  | .605 | 4.7 | 7.1 | 11.8 | 2.0 | 0.7 | 0.6 | 1.7 | 4.2 | 4.9  |
| 4  | Toni Kukoč      | 29   | SF   | 21 | 17 | 30.3 | 5.0  | 10.4 | .486 | 1.1 | 2.9 | .377 | 1.9 | 3.0  | .645 | 1.1 | 2.7 | 3.9  | 2.9 | 1.2 | 0.5 | 1.3 | 2.7 | 13.1 |
| 5  | Ron Harper      | 34   | PG   | 21 | 21 | 26.8 | 2.7  | 5.8  | .459 | 0.2 | 0.9 | .263 | 1.1 | 1.9  | .615 | 1.0 | 2.6 | 3.7  | 2.3 | 1.0 | 0.9 | 0.9 | 2.0 | 6.7  |
| 6  | Luc Longley     | 29   | C    | 18 | 16 | 25.3 | 3.0  | 6.7  | .450 | 0.0 | 0.0 |      | 1.9 | 2.2  | .872 | 1.9 | 3.1 | 5.0  | 1.9 | 0.7 | 0.8 | 2.0 | 4.1 | 7.9  |
| 7  | Steve Kerr      | 32   | PG   | 21 | 0  | 19.8 | 1.6  | 3.6  | .434 | 0.9 | 2.0 | .463 | 0.9 | 1.0  | .818 | 0.4 | 0.4 | 0.8  | 1.7 | 0.3 | 0.0 | 0.2 | 1.2 | 4.9  |
| 8  | Scott Burrell   | 27   | SF   | 21 | 0  | 12.4 | 1.5  | 3.5  | .438 | 0.3 | 1.0 | .300 | 0.5 | 0.5  | .909 | 0.5 | 1.5 | 2.0  | 0.5 | 0.9 | 0.1 | 0.5 | 1.6 | 3.8  |
| 9  | Bill Wennington | 34   | C    | 16 | 0  | 7.4  | 1.3  | 2.4  | .526 | 0.0 | 0.0 |      | 0.3 | 0.5  | .500 | 0.2 | 0.7 | 0.9  | 0.2 | 0.4 | 0.1 | 0.5 | 1.4 | 2.8  |
| 10 | Dickey Simpkins | 25   | PF   | 13 | 0  | 5.7  | 0.5  | 1.2  | .375 | 0.0 | 0.0 |      | 0.3 | 0.7  | .444 | 0.3 | 0.7 | 1.0  | 0.2 | 0.2 | 0.1 | 0.2 | 0.8 | 1.2  |
| 11 | Randy Brown     | 29   | PG   | 14 | 0  | 5.1  | 0.1  | 0.9  | .167 | 0.0 | 0.0 |      | 0.4 | 0.4  | .833 | 0.2 | 0.4 | 0.6  | 0.6 | 0.1 | 0.0 | 0.5 | 0.4 | 0.6  |
| 12 | Jud Buechler    | 29   | SF   | 16 | 0  | 4.0  | 0.3  | 0.7  | .364 | 0.2 | 0.3 | .600 | 0.0 | 0.0  |      | 0.3 | 0.4 | 0.7  | 0.2 | 0.2 | 0.1 | 0.1 | 0.4 | 0.7  |

## Galardones y récords
| Jugador/Persona | Galardón |
| Michael Jordan  | MVP de la NBA MVP de las Finales de la NBA Mejor quinteto de la NBA MVP del All-Star Game de la NBA Mejor quinteto defensivo de la NBA All-Star |
| Scottie Pippen  | 3.er Mejor quinteto de la NBA Mejor quinteto defensivo de la NBA                                                                                |